# Nooit Gedacht (Eindewege)
De Nooit Gedacht is een korenmolen aan de Arendstraat aan de rand van Eindewege. Het is een ronde bakstenen stellingmolen uit 1872, gedekt met dakleer en heeft een vlucht van 21,20/21,30 meter. Het is een redelijk beeldbepalende molen die vlak bij het spoor van de Zeeuwse lijn staat. Aan één kant van de molen wordt de landschappelijke waarde echter beperkt door huizen.
De molen is gebouwd als vervanging van de molen aan de tegenwoordige Oude Rijksweg in 's-Heer Arendskerke die op 25 maart 1872 afbrandde. Tot het begin van de jaren 70 is de molen in bedrijf geweest. De molen is daarna voor een symbolisch bedrag in handen gekomen van een speciaal daartoe opgerichte stichting. In 1988 en 1999 heeft de stichting grote restauraties uitgevoerd.
Het gevlucht heeft op de binnenroede het van Riet-systeem.